# Черемховица
Черемховица — деревня в Костромском районе Костромской области России. Входит в состав Кузнецовского сельского поселения.

## География
Деревня находится в юго-западной части Костромской области, в южной зоне таёжных лесов, на расстоянии 40 км к северо-востоку от города Кострома, административного центра района и области.

### Часовой пояс
Деревня Черемховица, как и вся Костромская область, находится в часовой зоне МСК (московское время). Смещение применяемого времени относительно UTC составляет +3:00.

## История
До 1 февраля 2013 года входила деревня в состав упразднённого Котовского сельского поселения.

## Население
| 2008 | 2010 | 2014 |
| ---- | ---- | ---- |
| 2    | ↘0   | ↗2   |

## Известные уроженцы
- Трофимова, Валентина Александровна (1928—1997) — советский работник сельского хозяйства, Герой Социалистического Труда.